# ロジャ
ロジャ（フランス語: Lodja）はコンゴ民主共和国の都市である。

## 交通

### 空港
- ロジャ空港